# Wakeley (Nouvelle-Galles-du-Sud)
Wakeley est une ville-banlieue australienne de l'agglomération de Sydney située dans la zone d'administration locale de Fairfield, dont elle est le siège administratif, en Nouvelle-Galles du Sud.
Elle est située à 34 km à l'ouest du centre-ville de Sydney. Elle doit son nom à Daniel Wakeley, un des premiers colons de la région. Demeurée longtemps rurale, la localité s'urbanise au cours de la seconde moitié du XXe siècle.
La population s'élevait à 4 746 habitants en 2016.